# Deutscher Comedypreis 2020
Die 24. Verleihung des Deutschen Comedypreises der BRAINPOOL TV GmbH fand am 2. Oktober 2020 statt. Sie wurde zum dritten Mal in Folge live um 20:15 Uhr ausgestrahlt, wobei sie erstmals auf dem Fernsehsender Sat.1 stattfand. Zuvor strahlte RTL von 1999 bis 2019 die Preisverleihung aus.
Mitte August 2020 wurde bekannt, dass die Preisträger aller Kategorien ab Anfang September 2020 durch eine Online- und TV-Abstimmung ermittelt werden sollen. Auf eine Fachjury wird somit erstmals verzichtet.
Die Vorauswahl der Nominierten wird durch Verantwortliche des Cologne Comedy Festivals veranlasst. Nominiert werden jeweils drei Formate pro Kategorie, wobei in manchen Kategorien auch fünf Nominierungen möglich sein werden. Insgesamt sollen in neun Kategorien Preisträger ermittelt werden. Erstmals wird mit der Kategorie Bester Comedy-Podcast eine eigenständige Kategorie für Comedy-Formate, die ausschließlich online veröffentlicht wurden, eingeführt. Dadurch wird ebenfalls erstmals seit 1999 eine Audioproduktion nominiert; zuvor waren es ausschließlich Videoproduktionen.

## Nominierte
Am 2. September 2020 wurden die Nominierungen bekanntgegeben.

### Beste Comedy-Show
World Wide Wohnzimmer (funk)
Chez Krömer (rbb)
Darf er das? Live! – Die Chris Tall Show (RTL)
Die Carolin Kebekus Show (Das Erste)
Luke! Die Greatnightshow (Sat.1)

### Beste Comedy-Serie
Slavik – Auf Staats Nacken (Joyn)
Andere Eltern (TNT Comedy)
Frau Jordan stellt gleich (Joyn/ProSieben)
jerks. (Joyn/ProSieben)
Think Big! (Sat.1)

### Beste Satire-Show
heute-show (ZDF)
Mann, Sieber! (ZDF)
Noch nicht Schicht (3sat)

### Beste Sketch-Comedy
Die Martina Hill Show (Sat.1)
Kroymann (Das Erste)
Phil Laude (funk)

### Bester Comedy-Podcaster
Gemischtes Hack
Baywatch Berlin
Fest & Flauschig

### Beste Comedy-Podcasterin
Herrengedeck
Busenfreundin – Der Podcast
5 Minuten Harry Podcast von und mit Coldmirror

### Bester Komiker
Felix Lobrecht
Chris Tall
Luke Mockridge

### Beste Komikerin
Hazel Brugger
Carolin Kebekus
Martina Hill

### Beste Moderation
Luke Mockridge für Luke! Die Schule und ich – VIPs gegen Kids (Sat.1)
Oliver Pocher für 5 gegen Jauch (RTL)
Ralf Schmitz für Take Me Out (RTL)

### Beste(r) Newcomer(in)
Maria Clara Groppler
Simon Pearce
Simon Stäblein

## Weitere Preisträger
Des Weiteren sollen zwei weitere Auszeichnungen verliehen werden, die jeweils durch das Cologne Comedy Festival als Stifter festgelegt sind.

### Bestes TV-Soloprogramm
Torsten Sträter für Es ist nie zu spät, unpünktlich zu sein (Das Erste)